# Oakland-Kalifornien-Tempel

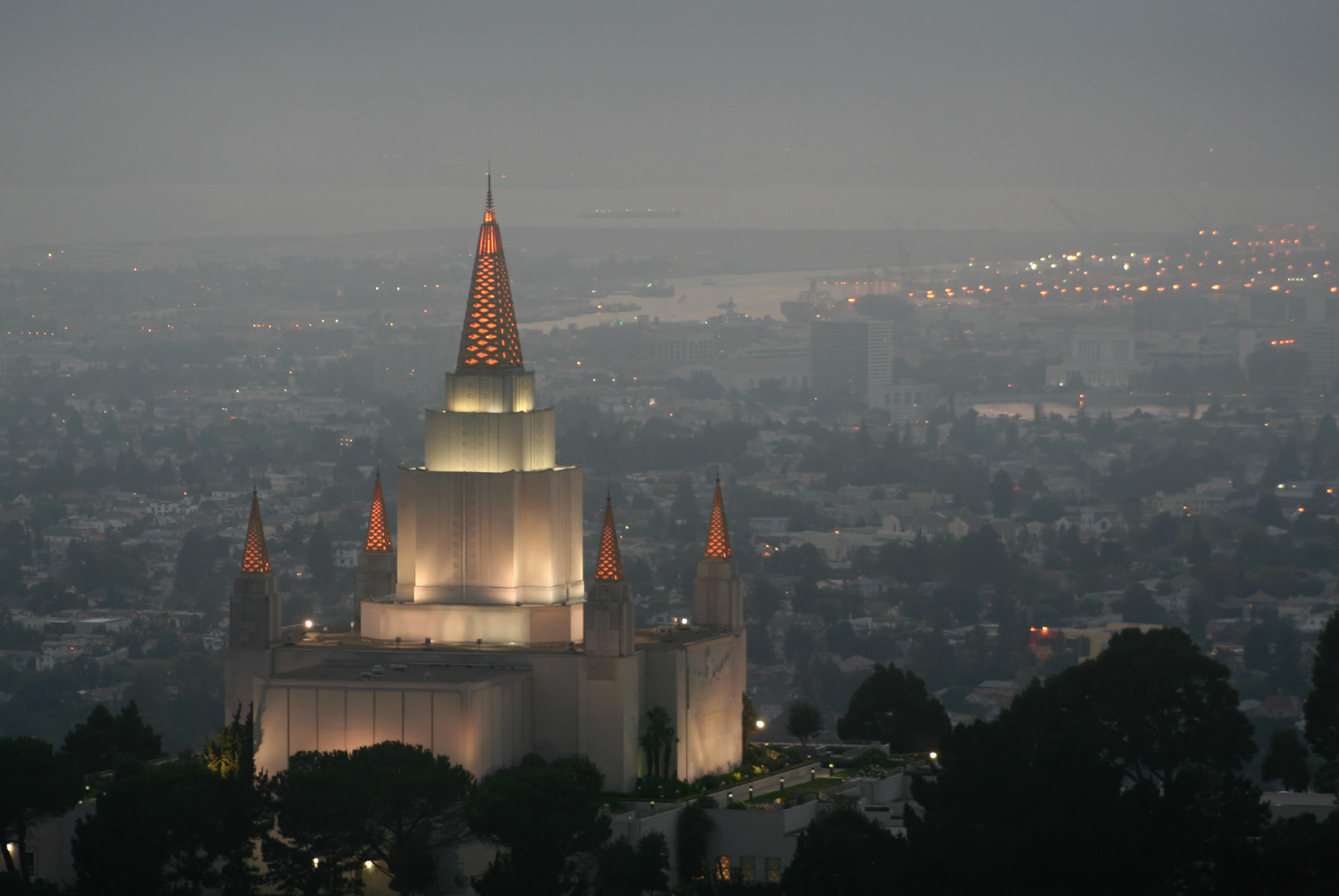
Der Oakland-Kalifornien-Tempel mit Blick auf die Bucht von San Francisco im Hintergrund

Der Oakland-Kalifornien-Tempel ist der dreizehnte Tempel der Kirche Jesu Christi der Heiligen der Letzten Tage (Mormonen). Er steht in Oakland (Kalifornien, USA). Sein Bau wurde 1962 angekündigt, 1964 wurde er geweiht. 
Der Tempel steht weithin sichtbar auf einem Hügel in Oakland und wurde bald eine lokale Sehenswürdigkeit. Er ist der einzige Tempel dieser Kirche in einem modernen Design mit fünf Türmen. Sein Architekt war Harold W. Burton. Der Tempel verfügt über vier Endowment- und sieben Siegelungsräume. Auf der Nord- und der Südseite sind zwei große Friese angebracht. Der auf der Südseite zeigt Jesus, wie er nach mormonischen Glauben nach seiner Auferstehung der indigenen Bevölkerung Amerikas erschien. Der Fries auf der Nordseite zeigt Jesus, wie er dem Volk predigt. Von einer dem Tempel vorgelagerten Terrasse öffnet sich ein grandioser Ausblick auf die Bay Area, von Oakland bis hinaus nach San Francisco mit der Golden Gate Bridge.

## Meilensteine
| Ankündigung:        | 26. Mai 1962                           |
| Erster Spatenstich: | 26. Mai 1962                           |
| Weihung:            | 19. November 1964 durch David O. McKay |